# 19185 Guarneri
19185 Guarneri è un asteroide della fascia principale. Scoperto nel 1991, presenta un'orbita caratterizzata da un semiasse maggiore pari a 2,6030062 UA e da un'eccentricità di 0,1390370, inclinata di 9,55137° rispetto all'eclittica. L'asteroide è stato "dedicato" al famoso liutaio Giuseppe Guarneri del Gesù.